# Katje Lee
Katje Lee (uitspraak Lie, op zijn Engels) is een kater uit Peru, die geadopteerd werd door de Vlaamse Selena Ali die een paar weken in Peru verbleef en de asielkat meenam naar België. De kitten had voor het vertrek het verplichte vaccin tegen hondsdolheid gekregen, maar daarna geen drie maanden in quarantaine gezeten. In mei 2020 beval het Federaal Agentschap voor de Veiligheid van de Voedselketen (FAVV) katje Lee te euthanaseren. Bovendien daagde het FAVV Ali voor de rechter en eiste een dwangsom van 5.000 euro per uur dat de kat niet overhandigd wordt.
Grote verontwaardiging op sociale media leidde tot een oproep om katje Lee te redden. Een of meerdere petities werden opgesteld, die door tienduizenden mensen werden ondertekend; bronnen noemen aantallen van 25 tot meer dan 80 duizend. Vlaams minister van Dierenwelzijn Ben Weyts en dierenrechtenorganisatie GAIA bemoeiden zich eveneens met de zaak. Uiteindelijk werd door een overeenkomst tussen de Belgische regering en de Peruaanse ambassade besloten om katje Lee op 15 juni 2020 terug te laten vliegen naar Peru, voor een tweede vaccinatie en dan wachttijd tot begin augustus. De terugkeer liep echter vertraging op en op 24 december was Katje Lee terug in België.
Het debat rond katje Lee werd besproken door meerdere moraalfilosofen. Onder meer filosoof Herman De Dijn sprak zich uit voor het afmaken van katje Lee. De Dijn schreef dat de zaak-Lee niet over dierenwelzijn ging, en dat de verdedigers van de kat zich vooral door emoties laten leiden. Moraalwetenschapper Rutger Lazou schreef dan weer dat we ons niet mogen laten verblinden door de coronacrisis, die zich toen verspreidde over de wereld. Het gemak waarmee het FAVV naar 'euthanasie' (een problematische term, gezien euthanasie gebeurt in het belang van de geëuthanaseerde) wou grijpen, terwijl alternatieven zoals een quarantainestructuur in België of terugvliegen naar Peru voor handen waren, getuigde volgens Lazou van weinig waardering voor het leven van een dier.

## Media
De Zaak-katje Lee haalde de internationale pers. Onder meer Peruaanse, Argentijnse, Catalaanse, Britse en Nederlandse media berichtten over het katje.
Op YouTube bracht de groep Supercontent de videoclip 'Katje Lee is in leven' uit. Het liedje verscheen in het jaaroverzicht van zender Vier. Acteur Jonas Van Geel zong het nummer Katje Lee in het tv-programma RIP 2020.